# Исакссон, Элизабет
Элизабет Исакссон (швед. Elisabeth Isaksson; род. 1961) — шведский гляциолог и геолог. Занималась исследованием истории полярного климата на основе ледяных ядер. Также изучала загрязнения снега и льда на норвежском острове Шпицберген и участвовала в отмеченных наградами европейских проектах относительно изменения климата в Антарктиде.

## Биография

### Образование
В 1986 году окончила университет Умео. В 1991 году получила ученую степень в Стокгольмском университете и звание магистра в университете Мэна. В 1994 году защитила докторскую диссертацию в Стокгольмском университете.

### Карьера
Исакссон была исследователем и принимала участие в антарктических проектах в Стокгольмском университете (1988—1995). В 1995 году стала гляциологом в Норвежском полярном институте. Начиная с 2001 года она работала над записями с ледового ядра на Шпицбергене, способствуя ряду работ по вопросам изменения климата за последние 800 лет.
С 1990-х годов Исакссон имела возможность работать в профессии гляциолога более 25 лет. Работая над докторской диссертацией под руководством Виборна Карлена, она провела исследование на Кебнекайсе, самой высокой горе Швеции. В Норвежском полярном институте она способствовала исследованию изменения климата в голоцене в Антарктике. Исследовала лёд, морские и ядерные осадки над норвежскими территориями и способствовала совместной работе с Соединенными Штатами относительно изменчивости климата в Восточной Антарктике. Исакссон является ключевым участником Европейского EPICA Антарктического климат-проекта, который получил Международную премию Декарта в 2007 году.

### Личная жизнь
В 1990 году Исакссон вышла замуж за американского гляциолога Джека Колера из Филадельфии, который также работает в Норвежском полярном институте. Они имеют двух детей. Их дом находится в Тромсё на севере Норвегии.